# Daphnis gigantea
Daphnis gigantea är en fjärilsart som beskrevs av Johannes Karl Max Röber 1921. Daphnis gigantea ingår i släktet Daphnis och familjen svärmare. Inga underarter finns listade i Catalogue of Life.